# Anne-Catrin Wahls

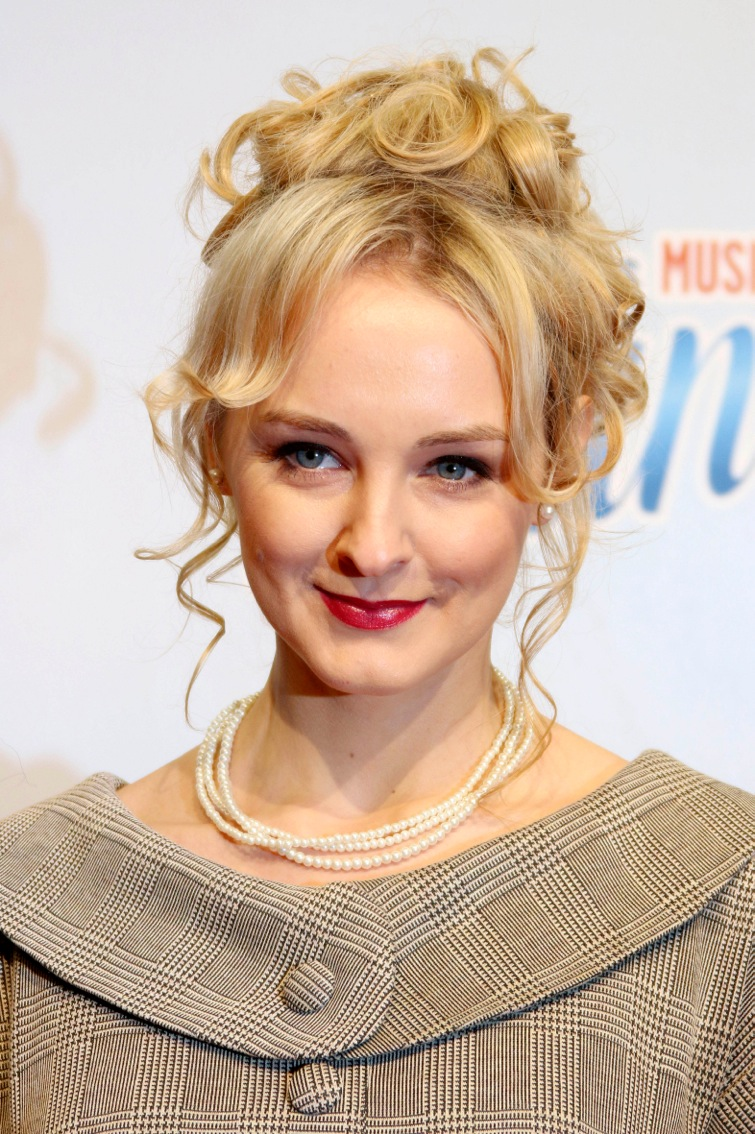
Anne-Catrin Wahls (2014)

Anne-Catrin Wahls (* 17. September 1985 in Parchim) ist eine deutsche Schauspielerin und Sängerin.

## Werdegang
Anne-Catrin Wahls wurde 1985 in der mecklenburgischen Stadt Parchim geboren.
Im Alter von acht Jahren begann sie Klavierunterricht zu nehmen und spielte mit 15 Jahren ihre erste Rolle in einem Theaterstück. Es folgten daraufhin mehrere Rollen im Bereich des Sprechtheaters. Mit 14 Jahren bekam der Sopran klassischen Gesangsunterricht und absolvierte bereits zwei Jahre später die Ausbildung zur Musicaldarstellerin auf der neu gegründeten Joop van den Ende Academy. Bei der Aufnahmeprüfung begeisterte sie den Musicalstar Uwe Kröger, der daraufhin beschloss sie mit einem Stipendium zu fördern. Von 2007 bis 2009 war sie mit der amerikanischen Band Kamelot als Gastsängerin auf Welttournee. Von 2011 bis 2013 spielte Wahls in der Welturaufführung von Hinterm Horizont im Theater am Potsdamer Platz die Hauptrolle Jessy (Mädchen aus Ostberlin). Im Sommer 2014 war Wahls in der Titelrolle der Effi Briest bei den 1. Schlossfestspielen Ribbeck zu erleben.

## Band
Wahls war von 2007 bis 2009 als weibliche Stimme und Darstellerin auf Welttournee mit der amerikanischen Progressive-Metal-Band Kamelot unterwegs.
- 2008–2009: Kamelot „Rule the World – Worldtour“ als Gastsängerin, Darstellerin
- 2007–2008: Kamelot „Ghost-Opera – Worldtour“ als Gastsängerin, Darstellerin

## Diskografie
- 2011: Hinterm Horizont – Original Cast Album (Ensemble)
- 2008: Ghost Opera – The Second Coming – Live in Belgrade
- 2004: Joop Van Den Ende Academy Wishes You A Merry Christmas (Stage Entertainment)

## Filmografie (Auswahl)
- 2015–16: Gute Zeiten, schlechte Zeiten (Fernsehserie, 76 Folgen)
- 2016: SOKO Wismar (Fernsehserie, Folge Tödliches Alibi)
- 2017: 2Close2U[3]
- 2020: Abenteuer eines Mathematikers (Adventures of a Mathematician)
- 2022: In aller Freundschaft (Fernsehserie, Folge Zeit und Wunden)